# Växthusglanssnäcka
Växthusglanssnäcka (Zonitoides arboreus) är en snäckart som först beskrevs av Thomas Say 1816. Enligt Catalogue of Life ingår Växthusglanssnäcka i släktet Zonitoides och familjen Zonitidae, men enligt Dyntaxa är tillhörigheten istället släktet Zonitoides och familjen buksnäckor. Arten är reproducerande i Sverige. Inga underarter finns listade i Catalogue of Life.